# Saint-Étienne-d'Orthe
Saint-Étienne-d'Orthe é uma comuna francesa na região administrativa da Nova Aquitânia, no departamento Landes. Estende-se por uma área de 11 km². Em 2010 a comuna tinha 722 habitantes (densidade: 65,6 hab./km²).